# Orson Bean
Pour les articles homonymes, voir Burroughs et Bean.
Orson Bean, nom de scène de Dallas Frederick Burroughs, est un acteur américain de théâtre, de télévision et de cinéma né le 22 juillet 1928 à Burlington (Vermont) et mort le 7 février 2020 à Los Angeles (Californie). Il était également animateur de jeux télévisés et de talk-shows, et considéré comme un « pilier du théâtre de Los Angeles ». Il est invité à plus de 200 reprises par Johnny Carson au Tonight Show.

## Biographie

### Jeunesse et éducation
Orson Bean naît le 22 juillet 1928 à Burlington, dans le Vermont. A cette époque, son cousin au deuxième degré, Calvin Coolidge, était président des États-Unis,. Orson est le fils de Marian Ainsworth (née Pollard) et de George Frederick Burrows. Son père était l'un des membres fondateurs de l'Union américaine pour les libertés civiles (ACLU), un organisme de charité qui a notamment levé des fonds pour financer la défense des Scottsboro Boys. Il était également membre depuis 20 ans de la police du campus de l'université Harvard. D'après Orson, sa maison était « remplie de causes à défendre ». Il quitte le domicile parental à 16 ans, après le suicide de sa mère.
Orson Bean sort diplômé en 1946 de la Rindge Technical High School de Cambridge, dans le Massachusetts. Il rejoint ensuite l'armée américaine puis est stationné au Japon pendant un an. Après son service militaire, Orson Bean entame sa carrière en travaillant dans des fêtes locales en tant que magicien avant de passer au début des années 1950 dans le seul-en-scène. Il étudie le théâtre au HB Studio.

### Nom de scène
Dans une interview accordée au Tonight Show avec Johnny Carson en 1974, Orson Bean raconte comment son nom de scène est né. D'après lui, il tire son origine d'un pianiste dénommé Val qui jouait au Hurley's Log Cabin, un restaurant et une boîte de nuit à Boston où Orson interprétait son spectacle. Avant chaque représentation, Val lui proposait de se présenter au public avec un nom étrange. Un soir, par exemple, il lui a suggéré le nom "Roger Duck", mais la blague n'a pas fait autant rire le public que ce qu'ils espéraient. Une autre nuit, le musicien a proposé le nom "Orson Bean", qui a eu un très fort effet sur le public présent ce soir-là. Dans la salle se trouvait un agent de recrutement pour un théâtre du coin, qui lui a proposé un contrat sous ce nom-là. Ainsi, l'humoriste et acteur a décidé de conserver ce nom en souvenir de cette époque.

### Carrière humoristique
En 1952, Orson Bean obtient son premier poste d'importance nationale lorsque la NBC Radio a remis au goût du jour sa série musicale The Chamber Music Society of Lower Basin Street. Cette parodie de concerts symphoniques et lyriques proposait des jam sessions de dixieland incluant l'animateur de l'émission (qui était toujours présenté comme un expert en musique) qui faisait des commentaires comprenant de l'argot des musiciens de jazz. La reprise de la série dure 13 semaines avec le « Dr Orson Bean » comme animateur.
Pendant 10 ans, il est le comédien principal du comedy club New York's Blue Angel. En 1954, le New York Times écrivait dans un article sur le Blue Angel que ses sketchs étaient toujours bien joués, même si certaines blagues étaient ratées. Pendant l'été 1954, il anime l'émission Blue Angel sur CBS dans laquelle il joue le rôle du maître de cérémonie et présente plusieurs spectacles comme s'ils avaient lieu dans un comedy club. Dans un article du Time sur l'émission, Orson Bean est qualifié de « jeune comédien calme et ironique [...] qui a une manière joyeuse de faire une blague ».

### Mise à l'écart
Orson Bean faisait partie de la liste noire d'Hollywood pour avoir fréquenté des réunions du parti communiste alors qu'il était en couple avec une de ses membres. Cela ne lui a pas empêché de continuer à travailler dans les années 1950 puis 1960. « En réalité, j'ai été mis sur la liste noire parce que j'avais une belle copine communiste » a-t-il déclaré à ce sujet dans une interview en 2001. En conséquence, Orson est écarté de tout poste à la télévision nationale pendant un an. L'une de ses invitations au Ed Sullivan Show a été annulée parce qu'il était présent sur cette liste noire, puis l'acteur n'a plus été invité par l'émission pendant trois ans.

### Carrière au théâtre
A Broadway, Orson Bean fait partie du casting original de la pièce Will Success Spoil Rock Hunter? (en) aux côtés de Walter Matthau et de Jayne Mansfield. Puis, en 1961, il joue dans la pièce Subways Are for Sleeping (en) avec Sydney Chaplin, pour laquelle il est nommé aux Tony Awards dans la catégorie du meilleur second rôle masculin dans une comédie musicale. Orson Bean fait partie des acteurs de Never Too Late (en) l'année suivante. En 1964, il produit la comédie musicale Off-Off-Broadway Home Movies (en) qui remporte un Obie Award,. Il prête sa voix et ses chants au rôle de Charlie Brown dans l'album de la comédie musicale You're a Good Man, Charlie Brown (en) publié par MGM en 1966.

### Carrière à la télévision
Orson Bean joue le rôle principal dans l'épisode « Mr. Bevis » de La Quatrième dimension en 1960, qui était un épisode pilote raté de la série. Il joue le rôle de John Monroe dans l'épisode « The Country Mouse » de la série The June Allyson Show de CBS en 1961, basé sur les œuvres de l'humoriste américain James Thurber.
En faisant du seul-en-scène et des tours de magie, et en transmettant son esprit et sa sagesse, il est devenu un habitué des émissions I've Got a Secret (en) et What's My Line?, ainsi que de To Tell the Truth (en) où il a fait de nombreuses apparitions des années 1950 à 1991.
Parmi toutes ses apparitions dans des séries télévisées, Orson Bean a joué dans Docteur Quinn, femme médecin ainsi que dans Desperate Housewives , mais aussi dans How I Met Your Mother, Modern Family, Mon oncle Charlie et The Closer. Bean joue régulièrement dans Mary Hartman, Mary Hartman (en) ainsi que dans la série dérivée Fernwood 2 Night. Dans Docteur Quinn, femme médecin, il interprète le rôle du businessman en tenant le magasin "Grocery Store". Loren Bray joue ce rôle pendant les six ans de sa diffusion sur CBS dans les années 1990. Il prête sa voix à Bilbo et Frodon Sacquet dans les animations réalisées en 1977 et 1980 par Rankin/Bass et inspirées des livres Le Hobbit et Le Retour du roi de J. R. R. Tolkien. En 2000, il joue le rôle de l'ancien professeur d'université de Will Truman et Grace Adler dans l'épisode « There But For the Grace of Grace » de la série Will et Grace.
Orson Bean joue un patient dans les deux derniers épisodes de la septième saison de la série Sept à la maison en 2003. En 2005, Orson Bean fait une apparition dans l'épisode « Does This Smell Funny to You? » de la sitcom Mon oncle Charlie, jouant un ancien playboy dont les conquêtes avaient notamment été les actrices Tuesday Weld et Anne Francis. Il joue en 2007 dans l'épisode « Slapsgiving » de la série How I Met Your Mother le rôle du petit ami de Robin Scherbatsky, Bob. A 87 ans, Orson Bean joue en 2016 dans l'épisode « Playdates » de la sitcom américaine Modern Family. Il fait une apparition en 2017 dans un épisode de la série Teachers, puis en 2019 dans un épisode de la série Superstore. En 2020, Orson Bean fait sa dernière apparition à l'écran dans la série Netflix Grace and Frankie, où il interprète Bruno, un conjoint potentiel pour Joan-Margaret.

## Vie privée
Orson Bean a été marié à trois reprises. Son premier mariage survient en 1956, lorsqu'il épouse l'actrice Jacqueline de Sibour, dont le nom de scène était Rain Winslow. Sibour était la fille du vicomte et pilote français Jacques de Sibour. Avant de divorcer en 1962, le couple a une fille, Michele.
En 1965, il épouse l'actrice et couturière Carolyn Maxwell, avec qui il a trois enfants, Max, Susannah et Ezekiel. Le couple divorce en 1981. Leur fille Susannah était mariée au journaliste Andrew Breitbart de 1997 à sa mort en 2012. Au début des années 1970, Orson Bean et sa famille ont pris pour habitude de prendre une retraite sabbatique de quelques mois à Victoria en Australie.
La troisième femme d'Orson Bean était l'une des actrices principales de The Wonder Years, Alley Mills. Ils se marient en 1993 et vivent à Los Angeles jusqu'à sa mort en 2020. Le couple est de confession luthérienne.
Grand admirateur de Laurel et Hardy, Orson Bean est en 1965 le membre fondateur de The Sons of the Desert. L'organisation internationale a pour objectifs de partager des informations au sujet de la vie du duo de comiques et de participer à la sauvegarde de leurs œuvres.
Orson Bean meurt percuté par deux voitures en traversant la chaussée le 7 février 2020 à Los Angeles, en Californie, aux États-Unis, à l'âge de 91 ans.

## Filmographie

### Cinéma
- 1955 : Deux Filles en escapade (How to Be Very, Very Popular) de Nunnally Johnson : Toby Marshall
- 1956 : Showdown at Ulcer Gulch de Shamus Culhane : Llewelyn Throckmorton, III
- 1959 : Autopsie d'un meurtre (Anatomy of a Murder) d'Otto Preminger : Dr Matthew Smith
- 1969 : L'Ange et le Démon (Twinky) de   Richard Donner : Hal
- 1982 : New-York, 42e rue (Forty Deuce) de Paul Morrissey : Mr. Roper
- 1986 : Smart Alec de Jim Wilson : Arthur Fitzgerald
- 1987 : L'Aventure intérieure (Innerspace) de Joe Dante : le directeur du journal de Lydia
- 1990 : Instant Karma (en) de Roderick Taylor : Dr Berlin
- 1992 : Final Judgement de Louis Morneau : Monsignor Corelli
- 1997 : One of Those Nights de Lina Shanklin : le voisin
- 1999 : Dans la peau de John Malkovich (Being John Malkovich) de Spike Jonze : Dr Lester
- 1999 : Unbowed de Nanci Rossov : Purdy
- 2001 : The Gristle de David Portlock : Mr. Bowen
- 2001 : Burning Down the House (en) de Philippe Mora
- 2002 : Frank McKlusky, C.I. (en) (vidéo) d'Arlene Sanford : Mr. Gafty
- 2004 : Myron's Movie de Maggie Soboil : Stanley
- 2004 : Soccer Dog 2 : Championnat d'Europe (Soccer Dog: European Cup) de Sandy Tung : Mayor Milton Gallagher
- 2004 : Cacophony de Dooho Choi : Ferruccio
- 2004 : The Novice : Père McIlhenny
- 2005 : Mattie Fresno and the Holoflux Universe : Raff Buddemeyer
- 2005 : Yesterday's Dreams : Tony Vicedomini
- 2006 : Alien Autopsy (en) de Jonny Campbell (en) : Sans-Abri
- 2018 : Equalizer 2 (The Equalizer 2) d'Antoine Fuqua : Sam Rubinstein

### Télévision

#### Téléfilms
- 1959 : Miracle on 34th Street  : Dr William Sawyer
- 1966 : The Star Wagon (it)  : Stephen Minch
- 1970 : A Connecticut Yankee in King Arthur's Court  : Hank / Sir Boss
- 1977 : The Hobbit  : Bilbo Baggins (voix)
- 1980 : The Return of the King  : Frodo / Bilbo Baggins (voix)
- 1984 : Garfield in the Rough (en)  : Billy Rabbit (voix)
- 1991 : Chance of a Lifetime (en)  : Fred
- 1992 : Le Temps d'une idylle (Just My Imagination)  : Jeremy Sticher
- 1999 : Une famille déchirée (Dr Quinn Medicine Woman: The Movie) de James Keach : Loren Bray
- 2009 : Le Bateau de l'espoir (Safe Harbor)  : juge
- 2012 : De l'amour pour Noël : M. Cole

#### Séries télévisées
- 1954 : The Blue Angel  : Host
- 1960 : La Quatrième Dimension  : épisode Un original (saison 1, épisode 33) : Mr. Bevies
- 1977 : Forever Fernwood  : le révérend Brim
- 1977-1978 : Mary Hartman, Mary Hartman (en)  : le révérend Brim (1977-1978)
- 1982 : On ne vit qu'une fois ("One Life to Live")  : Harrison Logan (1982)
- 1993-1998 : Docteur Quinn, femme médecin (Dr Quinn, Medicine Woman) : Loren Bray (146 épisodes)
- 2000 : Normal, Ohio ("Normal, Ohio")  : William 'Bill' Gamble, Sr.
- 2000 : Ally McBeal (saison 3 épisode 12) : Marty
- 2000 : Will et Grace  : Joseph Dudley (saison 2, épisode 21)
- 2002 : Sept à la maison (saison 7, épisodes 21 et 22) : faux Andrew Hampton
- 2003 : Knee High P.I. : Macintyre
- 2005 : Mon oncle Charlie : Norman, (saison 2, épisode 24))
- 2006 : Cold Case: Affaires classées : Harland Sealey
- 2006 : Commander in Chief : Bill Harrison, (saison 1, épisode 14))
- 2007 : The Closer : L.A. enquêtes prioritaires : Donald Baxter (saison 3, épisode 5)
- 2008 : How I Met Your Mother (saison 3) : Bob
- 2009 à 2012 : Desperate Housewives : Roy Bender (23 épisodes)
- 2011 : Hot in Cleveland : Dan (saison 3, épisode 3)
- 2014 : Mistresses : un patient de Karen
- 2016 : Modern Family : Marty (saison 7, épisode 10)
- 2016 : Amour, Gloire et Beauté : Howard (2 épisodes)
- 2016 : The Guest Book (en) : Edgar (saison 1, épisode 8)
- 2016 : Another Period : Laverne Fusselforth (saison 2, épisodes 9 et 10)
- 2017 : Teachers : Jerry (saison 2, épisode 11)
- 2018 : Superstore : Dr Fogler (saison 4, épisode 5)
- 2020 : Grace et Frankie : Bruno (saison 6, épisode 10)